# 本·威廉姆斯
本·威廉姆斯（Ben Williams，1977年4月14日—），澳大利亞足球裁判，他也是一名中學體育老師。

## 生涯
本·威廉姆斯出生於澳大利亞首都坎培拉，他原為澳洲全國足球聯賽的裁判，後來在2005年成為國際足協的國際裁判，又在翌年成為亞洲足協旗下的「精英裁判」。此後，他取得為亞冠執法的資格，並在2012年為其決賽執法。同年，他還成為倫敦奧運會足球比賽的裁判之一，在這屆賽事中有兩場球賽由他執法。此外，他還曾為2010年、2014年世界盃外圍賽、2010年亞洲運動會、2010年世界冠軍球會盃和2013年東亞盃執法。